# Ventzislav Simeonov

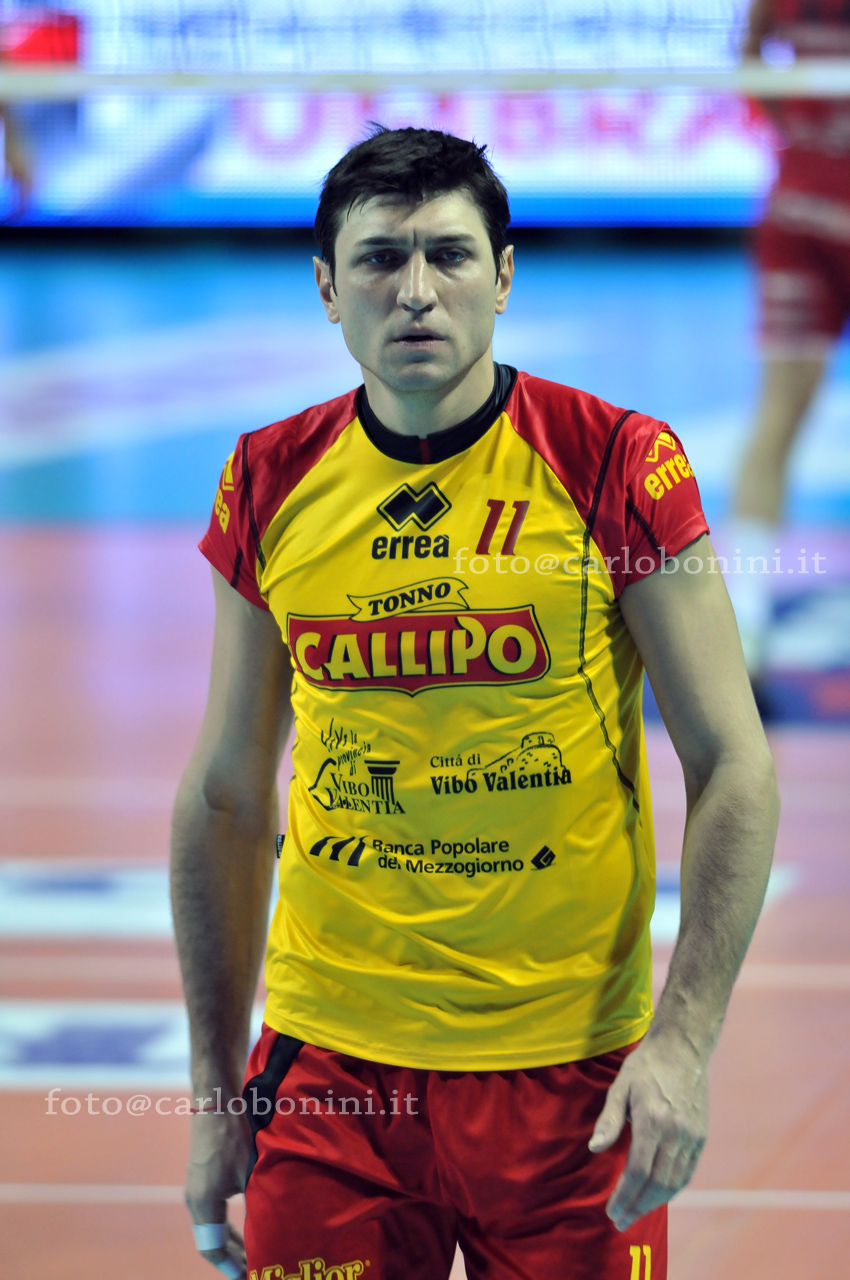
Ventislav Simeonov zawodnikiem Tonno Callipo Vibo Valentia w sezonie 2008/2009

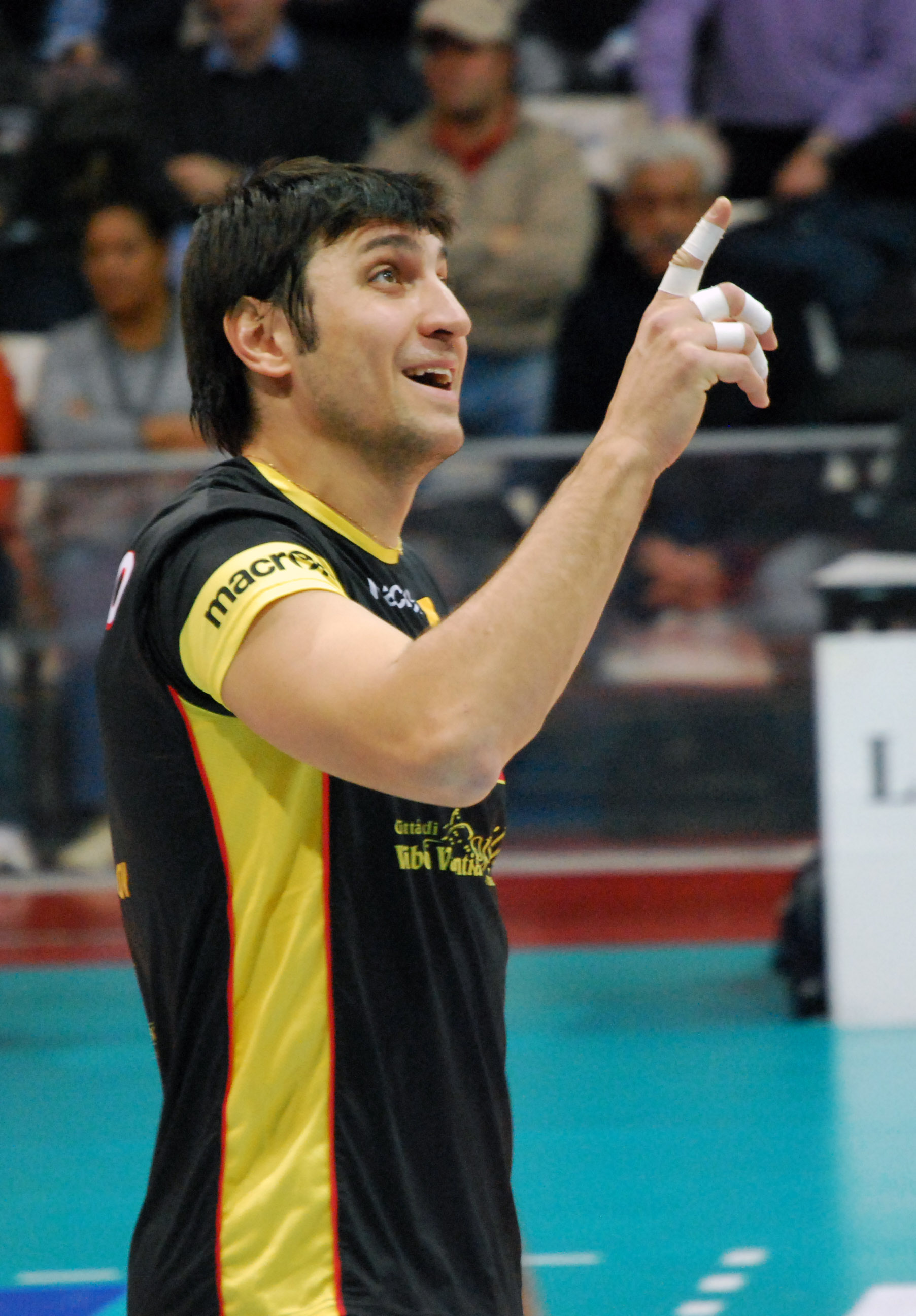
Ventislav Simeonov zawodnikiem Tonno Callipo Vibo Valentia w sezonie 2010/2011

Ventzislav Simeonov (bułg. Венцислав Симеонов, Wencisław Simeonow, ur. 3 lutego 1977 w Płowdiwie) – włoski siatkarz pochodzenia bułgarskiego, grający na pozycji atakującego. 10 razy wystąpił w reprezentacji Włoch.
Jego ojciec Kaspar w przeszłości był siatkarzem, grał jako przyjmujący. Po zakończeniu kariery siatkarskiej przez kilka lat pełnił funkcję trenera.

## Przebieg kariery
| Kariera seniorska         | Kariera seniorska           | Kariera seniorska | Kariera seniorska | Kariera seniorska | Kariera seniorska | Kariera seniorska | Kariera seniorska | Kariera seniorska | Kariera seniorska | Kariera seniorska |
| ------------------------- | --------------------------- | ----------------- | ----------------- | ----------------- | ----------------- | ----------------- | ----------------- | ----------------- | ----------------- | ----------------- |
| Lata                      | Klub                        |                   |                   |                   |                   |                   |                   |                   |                   |                   |
| 1996–1998                 | Alpitour Diesel Cuneo       |                   |                   |                   |                   |                   |                   |                   |                   |                   |
| 1998–1999                 | Caffè Motta Salerno         |                   |                   |                   |                   |                   |                   |                   |                   |                   |
| 1999–2000                 | Della Rovere Carifano Fano  |                   |                   |                   |                   |                   |                   |                   |                   |                   |
| 2000–2002                 | Bossini Montichiari         |                   |                   |                   |                   |                   |                   |                   |                   |                   |
| 2002–2003                 | Noicom Brebanca Cuneo       |                   |                   |                   |                   |                   |                   |                   |                   |                   |
| 2003–2005                 | Edilbasso & Partners Padwa  |                   |                   |                   |                   |                   |                   |                   |                   |                   |
| 2005–2008                 | Copra Berni Piacenza        |                   |                   |                   |                   |                   |                   |                   |                   |                   |
| 2008–2011                 | Tonno Callipo Vibo Valentia |                   |                   |                   |                   |                   |                   |                   |                   |                   |
| 2011–2012                 | Fidia Padwa                 |                   |                   |                   |                   |                   |                   |                   |                   |                   |
| 2012–2014                 | VfB Friedrichshafen         |                   |                   |                   |                   |                   |                   |                   |                   |                   |
| 2014–2015                 | Tomis Konstanca             |                   |                   |                   |                   |                   |                   |                   |                   |                   |
| Kariera trenerska         |                             |                   |                   |                   |                   |                   |                   |                   |                   |                   |
| Lata                      | Klub                        |                   |                   |                   |                   |                   |                   |                   |                   |                   |
| 2021–2022 (do 03.12.2022) | Deja sport Burgas           |                   |                   |                   |                   |                   |                   |                   |                   |                   |
| 2024– (od 22.01.2024)     | Chebyr Pazardżik            |                   |                   |                   |                   |                   |                   |                   |                   |                   |
| 2025–                     | Bułgaria (asystent trenera) |                   |                   |                   |                   |                   |                   |                   |                   |                   |

## Sukcesy klubowe
Superpuchar Włoch:
- 1996, 2002

Superpuchar Europy:
- 1996, 1997

Puchar Zdobywców Pucharów:
- 1997, 1998

Liga włoska:
- 1998, 2007, 2008

Puchar Top Teams:
- 2006

Puchar CEV:
- 2007

Liga Mistrzów:
- 2008

Liga niemiecka:
- 2013, 2014

Puchar Niemiec:
- 2014

Liga rumuńska:
- 2015

## Sukcesy reprezentacyjne
Igrzyska Olimpijskie:
- 2004

## Nagrody indywidualne
- 2006: Najlepszy atakujący i zagrywający turnieju finałowego Puchar Top Teams
- 2008: Najlepszy zagrywający włoskiej Serie A w sezonie 2007/2008